# Saraiķi
Saraiķi – wieś na Łotwie, w novadsie Lipawa.

## Opis
Miejscowość położona jest na północ od Lipawy i na zachód od drogi P111 łączącej Lipawę z Pavilostą i Windawą. 
W końcu XVI w. w miejscowości wzniesiono kościół ewangelicko-augsburski. Został on zniszczony podczas wielkiej wojny północnej i odbudowany w październiku 1798 z fundacji barona Petera Offenberga. W budynku zachowały się dwa dzwony z 1594 i 1602 r.
Po wcieleniu Łotwy do ZSRR na terenie miejscowości znajdował się kołchoz, we wsi stacjonowała ponadto 15 brygada radiotechniczna, odpowiedzialna za obronę wybrzeża Bałtyku. Po 1991 r. obiekty wojskowe przejęło wojsko łotewskie, znajduje się w nich baza szkoleniowa 17 batalionu łotewskiej obrony terytorialnej.